# Titularbistum Reperi
Das Bistum Reperi (italienisch diocesi di Reperi, lateinisch Dioecesis Reperitana) ist ein Titularbistum der römisch-katholischen Kirche.
Reperi war eine antike Stadt und Bischofssitz in der römischen Provinz Mauretania Caesariensis im Norden von Algerien. Einzig bekannter Bischof der Spätantike ist Gelianus Reperitanus, der 484 an einer Synode in Karthago unter dem Vandalen-König Hunerich teilnahm, in deren Folge er verbannt wurde.
| Titularbischöfe von Reperi |                                   |                                               |                    |                  |
| Nr.                        | Name                              | Amt                                           | von                | bis              |
| 1                          | James Martin Hayes                | Weihbischof in Halifax (Nova Scotia) (Kanada) | 5. Februar 1965    | 22. Juni 1967    |
| 2                          | Daniel-Joseph-Louis-Marie Pézeril | Weihbischof in Paris (Frankreich)             | 30. September 1967 | 23. April 1998   |
| 3                          | Antonieto Cabajog                 | Weihbischof in Cebu (Philippinen)             | 13. Januar 1999    | 21. April 2001   |
| 4                          | Juan Manuel Mancilla Sánchez      | Weihbischof in Texcoco (Mexiko)               | 23. Mai 2001       | 8. November 2005 |
| 5                          | George Rassas                     | Weihbischof in Chicago (Illinois) (USA)       | 1. Dezember 2005   |                  |